# Böjtröghetsmoment
Denna artikel handlar om en kropps motstånd mot böjning. För en kropps motstånd mot rotationsändring, se tröghetsmoment.
Böjtröghetsmomentet {\displaystyle I} för en balk beskriver tvärsnittets förmåga att ta hand om den normalspänning som uppstår när balken böjs. Enligt teknisk balkteori är böjmomentet som erfordras för att erhålla en krökning {\displaystyle \kappa } lika med 
{\displaystyle M=EI\kappa ,}
där {\displaystyle E} är materialets elasticitetsmodul. Produkten {\displaystyle EI} benämns balkens böjstyvhet och är i praktiken ett mått på balkens förmåga att motstå deformation. Böjstyvheten är ej att förväxla med balkens böjmotstånd. 
Betrakta en balk orienterad längs x-axeln och med y-axeln riktad uppåt. Koordinatsystemet läggs så att balkens neutrallager återfinns i y = 0. Definitionen av {\displaystyle I} för böjning runt den horisontella z-axeln blir 
{\displaystyle I_{z}=\iint y^{2}\mathrm {d} y\mathrm {d} z,}
där integrationen sker över balkens tvärsnitt. För en balk med rektangulärt tvärsnitt med bredden {\displaystyle b} och höjden {\displaystyle h} blir böjtröghetsmomentet runt z-axeln lika med 
{\displaystyle I_{z}={\frac {bh^{3}}{12}}.}
En rektangulär balk kan ta högre vertikal last om den ställs på högkant jämfört med om den ligger ned. 

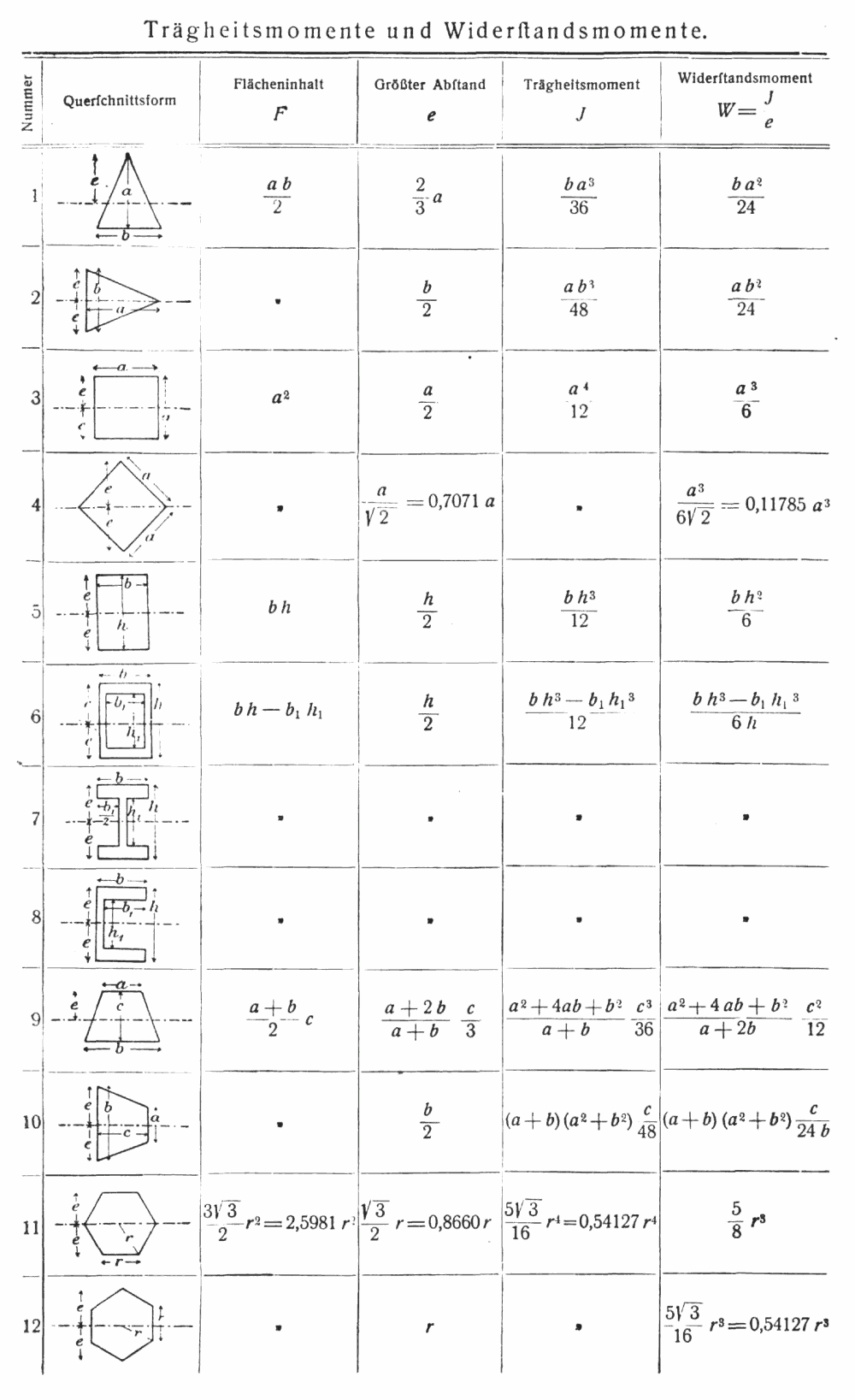
Tabell över böjtröghetsmoment och böjmotstånd
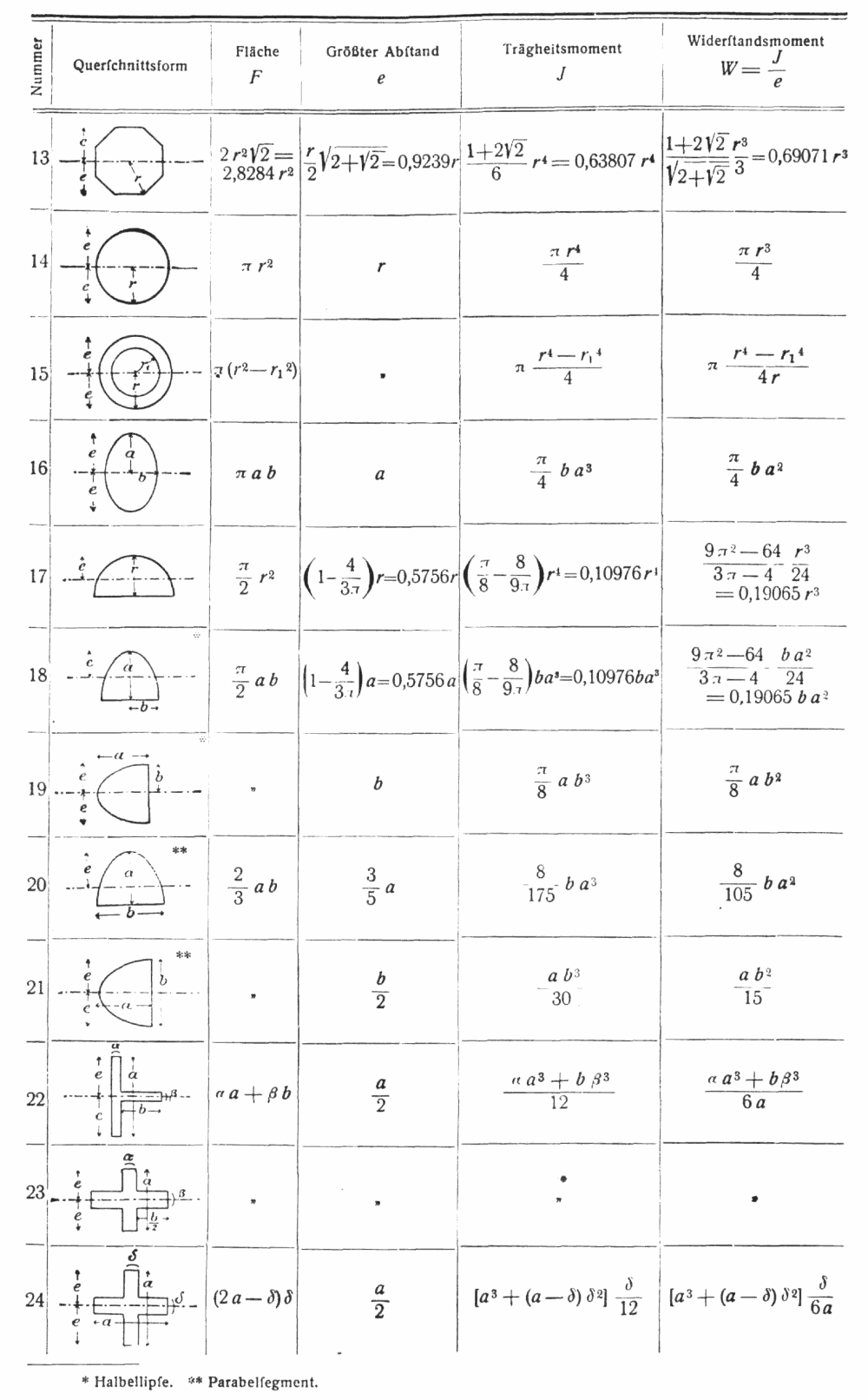
Tabell över böjtröghetsmoment och böjmotstånd